# اندرو شان گریر
اندرو شان گریر (انگلیسی: Andrew Sean Greer; ۲۱ نوامبر ۱۹۷۰ – ) نویسنده رمان و داستان کوتاه اهل ایالات متحده آمریکا. وی در سال ۲۰۰۸ برای رمان کمتر برنده جایزه پولیتزر برای داستان شد.